# Живи веселіше, розважайся з нами
«Живи веселіше, розважайся з нами» (італ. «Per vivere meglio, divertitevi con noi») — італійська кінокомедія з трьох новел режисера Флавіо Могеріні, що вийшла 1978 року.

## Сюжет
Фільм складається з трьох новел. 
«Дуже близька зустріч»

Жінка після перенесеного насильства з боку семи гімалайських шерпів, стала страждати фобією, яка характеризується відразою до сексу. 
«Григоріанська теорема»

Чоловік за переконанням свого приятеля вирішив перевірити вірність своєї дружини. 
«Ви не можете пояснити, ви повинні побачити»

Власник скакового коня хоче виграти гонку, яка вирішує всі його економічні проблеми.

## У ролях
| Моніка Вітті     | ···· | Валентіна Контаріні (Дуже близька зустріч)                 |
| Чезаре Барро     | ···· | Адзурро (Дуже близька зустріч)                             |
| Юджин Волтер     | ···· | Нане (Дуже близька зустріч)                                |
| Джонні Дореллі   | ···· | Оттавіо Дель Бон (Григоріанська теорема)                   |
| Катрін Спаак     | ···· | Клодія (Григоріанська теорема)                             |
| Ренато Поццетто  | ···· | Сіро Санте (Ви не можете пояснити, ви повинні побачити)    |
| Мілена Вукотіч   | ···· | Піччі (Ви не можете пояснити, ви повинні побачити)         |
| Еліо Кроветто    | ···· | чоловік Піччі (Ви не можете пояснити, ви повинні побачити) |
| Франческо Сальві | ···· | наречений (Ви не можете пояснити, ви повинні побачити)     |
| Тіціана Піні     | ···· | Ліллі (Ви не можете пояснити, ви повинні побачити)         |

## Знімальна група
| Режисер    | ···· | Флавіо Могеріні |
| Сценарій   | ···· | Кастеллано і Піполо, Марчелло Кошіа, Флавіо Могеріні, Іза Могеріні, Кокі Понцоні, Ренато Поццетто, Карло Ванціна, Енріко Ванціна |
| Продюсер   | ···· | Ахілле Манцотті |
| Оператор   | ···· | Франко Ді Джакомо, Луїджі Квейллер                                                                                               |
| Композитор | ···· | Детто Маріано |
| Монтаж     | ···· | Адріано Тальявіа |